# ハウメア (ハワイ神話)
ハウメア（Haumea。ハワイ語で[həuˈmɛjə]と発音される）とは、ハワイ神話に登場する、大地を司るハワイの女神である。
準惑星ハウメアのエポニムである。

## 神話
ハウメアは、夫のモエモエアアウリイとの間に生まれた女神ペレの母として知られる。子供には他にカーネ・ミロハイ(Kāne Milohai)、カモホアリイ(Kā-moho-aliʻi)、ナマカオカハイ(Nāmakaokaha'i)、カポ(Kapo)、そしてヒイアカ・イカポリオ・ペレ(HiʻiakaikapolioPele)らがいる。『クムリポ』第13歌（第13段階とも）によれば、彼女はカナロア（カナロアアクア）を夫とし、脳から出産をしたとされる。また8つの姿を持つとされる。
このハワイの女神は、マオリの神話(en)に登場する、野生の植物とベリーを司るハウミア(Haumia)またはハウミア・チケチケ(Haumia-tiketike)という名の神とは混同されない。彼は、栽培された食物の神である（彼の兄弟）ロンゴ(Rongo)とは対照的に、野生の食物の神である。

## 準惑星ハウメア
2008年9月17日、国際天文学連合(IAU)が、太陽系内で5番目に認定されていた準惑星に対し、ハワイの女神にちなんで「ハウメア(Haumea)」と名付けることを発表した。この惑星の2つの衛星も、ハウメアの娘の名をとって名付けられた。すなわち、ハウメアの口から生まれたと言われているハワイの女神ヒイアカ(Hiʻiaka)と、ハウメアの体から生まれたと言われている水の精ナマカ(Namaka)にちなんでいる。